# ボンド磁石
ボンド磁石（ボンドじしゃく）は、永久磁石のバルク化の方法による分類の一種で、磁粉（磁性粉末）を樹脂で固めたもの。

## 特徴
永久磁石は一定の体積に磁界発生空間を確保する必要があり、そのバルク化の方法により、鋳造磁石、焼結磁石、ボンド磁石などに分けられる。このうち磁粉（磁性粉末）を用いたものが焼結磁石とボンド磁石で、焼結磁石は磁粉（磁性粉末）を焼結して固めたもの、ボンド磁石は磁粉（磁性粉末）を樹脂で固めたものである。
ボンド磁石はポリマー（バインダー）を含むため鋳造磁石や焼結磁石よりも磁気特性は劣るが、複雑な形状に加工でき、寸法精度、薄肉化、量産性などに優れる。加工が容易ではさみやカッターナイフでも簡単に切ることができる。

## 磁粉による分類
- フェライト系 - 安価で複写機やプリンタの磁気ロールに用いられる[3]。
- ネオジム系 - ハードディスクドライブや光ディスクドライブの小型モーターなどに用いられる[3]。